# Martial Arts Tricking
Martial Arts Tricking, även kallat tricking, är en form av akrobatik som uppkommit ur de äldre och traditionella kampsporternas former (Kata, Taolu mm). Det var utövare av form som tog in mer akrobatiska tekniker i serierna. Sedan har utvecklingen fortgått ända fram till idag. Tekniker som förekommer är flips, kicks, volter och twists. Teknikerna kommer ifrån alla världens kampsporter samt även från andra idrotter som gymnastik. De kampsporter som givit mest avtryck hittills på dess utformning är wushu, capoeira och taekwondo.